# NGC 1569
NGC 1569 is een dwergsterrenstelsel dat zich bevindt in het sterrenbeeld Giraffe. NGC 1569 ligt op ongeveer 11 miljoen lichtjaar afstand van de Aarde.
NGC 1569 werd op 4 november 1788 ontdekt door de Duits-Britse astronoom Wilhelm Herschel.
Dit sterrenstelsel is een zogenaamde starburst galaxy waar grote hoeveelheden hete jonge sterren zijn ontstaan. Dit soort sterrenstelsels worden ook wel eens kraamkamers van pas geboren sterren genoemd.